# Estación de la Calle 30
La Estación de la Calle 30 es la estación ferroviaria en Filadelfia, Pensilvania. Es el corazón de la red ferroviaria de Filadelfia.

## Historia
La firma arquitectónica con sede en Chicago de Graham, Anderson, Probst and White diseñó la estructura, originalmente conocida como Pensilvania Station-30th Street (como las otras estaciones Pensilvania), en la cual ahora está listada en el Registro Nacional de Lugares Históricos. Su diseño fue influenciado por la electrificación del Corredor Nordeste electrification. Esto permite que los trenes pasen debajo de la estación, sin exponer a los pasajeros al hollín al igual que el vapor de los motores de épocas anteriores.
La propia estación también ha incluido una serie de innovadoras características, incluyendo un sistema de tubos de neumáticos, una intercomunicación electrónica, y un techo reforzado con espacio para permitir el aterrizaje de aeronaves pequeñas.
Fue abierta en 1933, poco después que terminara la expansión del Ferrocarril Pensilvania (PRR), con sede en Filadelfia. La estación reemplazo la Estación Calle Broad ya que esta última llegó a ser demasiada pequeña para manejar el creciente tráfico ferroviario de pasajeros en Filadelfia. La PRR buscó una ubicación en su línea principal entre Nueva York y Washington.
La Estación Calle Broad fue una terminal principal en Center City. Como ya la estación de Broad St. manejana una gran cantidad de operaciones de cercanías, se tuvo que construir una estación de metro como parte de la estación Calle 30. Debido a la Depresión y la Segunda Guerra Mundial, la estación Calle Broad siguió en funcionamiento hasta 1952. En ese momento, la estación Calle 30 asumió todas sus operaciones.

### "Estación Ben Franklin"
El 25 de diciembre de 2005, The Philadelphia Inquirer reportó que la compañía Pew Charitable Trust con sede en Filadelfia le propuso a Amtrak cambiar el nombre de la Estación de la Calle 30 a la Estación Ben Franklin. El cambio coincidiría con la celebración del 300 aniversario del cumpleaños de Ben Franklin en enero de 2006. El costo estimado para cambiar el nombre de la estación era de $3 millones.
El 13 de enero, el Inquirer reportó que el alcalde de Filadelfia John Street, que inicialmente dijo que no tenía conocimiento de la petición, dejando atrás su apoyo al cambio de nombre. Los filadelfios tomaron la propuesta con reacciones mixtas, de acuerdo con las historias del Inquirer. El exalcalde de Filadelfia y el actual Gobernador de Pensilvania Ed Rendell expresó una tibia reacción. Los oficiales de Amtrak se preocuparon de que la estación "Ben" podría ser confundida con otros tres nombres de las estaciones "Penn". Aun así, Pew y los oficiales de Amtrak officials dijeron que había algunas conversaciones al respecto. Pero el periódico citó al Gerente de Caridad de Filadelfia H.F. “Gerry” Lenfest al decir que Pew había abandonado sus prpuestas.
El 25 de enero de 2006, Pew anunció que abandonaba su campaña, sin dar alguna razón.

## Actualmente
El edificio es actualmente propiedad de Amtrak y alberga muchas oficias corporativas de Amtrak (aunque Amtrak tiene oficialmente su sede en Washington D. C.). El edificio tiene 562,000 ft² (52,000 m²) y alberga una estación principal de pasajeros. En la estación se encuentra el Pensilvania Railroad War Memorial, una estatua de bronce que representa a los empleados caídos en la Segunda Guerra Mundial del Ferrocarril de Pensilvania. Consiste de una estatua del arcángel Miguel levantando el cadáver de un soldado muerto fuera de las llamas de la guerra, y fue esculpida por Walker Hancock en 1950. En los cuatro lados de la base de la escultura están escritos los nombres de los 1.307 empleados en orden alfabético.
Cuando la estación fue renovada, se instalaron varios módulos. También se construyó un gran food court, instalaciones para rentar automóviles, cafeterías, McDonald's, Dunkin Donuts, entre otras. La estación salió en la película de 1981 Blow Out, Trading Places, la película de 1985 Witness protagonizada por Harrison Ford y en la película de 2001 protagonizada por M. Night Shyamalan El protegido.
Los trenes del SEPTA, Amtrak y Tránsito de Nueva Jersey sirven a esta estación. Los trenes interurbanos de la Línea Atlantic City de Amtrak y el Tránsito de Nueva Jersey operaban en el nivel inferior de la estación, mientras que los trenes de las líneas del Ferrocarril de Cercanías SEPTA. Además, las estaciones de la Línea Market-Frankford del SEPTA (también conocida como "El") y las de las líneas del tranvía del SEPTA paran en la Calle 30, a media cuadra (< 1/10 millas) de la entrada suroeste hacia la estación de la Calle 30. Un túnel que conecta una estación subterránea y la Calle 30 fue clausurada debido a la incrementación del crimen.
La estación es una de las estaciones de cercanías más atestadas en los Estados Unidos. En el año federal fiscal de 2006, recibió 3,555,646 pasajeros de Amtrak, convirtiéndola en la 3.ª Amtrak más atestada en los EE. UU. Está en el ranking tan sólo después de la estación Pensilvania y Union Station en Washington D. C. en cuanto a volumen de pasajeros del Amtrak. La estación también tiene un amplio volumen a nivel local y regional de pasajeros; es una de las estaciones de cercanías del SEPTA más importantes. Se encuentra a poca distancia a pie de varios lugares de interés en el Oeste de Filadelfia, en particular cerca de la Universidad de Pensilvania y la Universidad Drexel en la Ciudad Universitaria.
Muchas calles y carreteras pasan sobre o cerca de la estación. Los vehículos y taxis pueden entrar fácilmente a la estación, incluyendo la Calle Market (Ruta PA 3), Interestatal 76 (conocida como Schuylkill Expressway en el área de Filadelfia), y la Interestatal 676 (conocida comúnmente como Vine Street Expressway en la ciudad de Filadelfia).
Cira Centre, una torre de oficinas de 28 pisos abrió en octubre de 2005, se encuentra a través de la Calle Arch y hacia el norte se encuentra un puente justo en el entrepiso de la estación, en las plataformas del Ferrocarril de Cercanías SEPTA. La torre es operada por la compañía con sede en Filadelfia Brandywine Realty Trust, fue diseñada por el arquitecto César Pelli, y se sitúa justo al lado de la Amtrak. César Pelli es conocido por construir las Torres Petronas en Kuala Lumpur, Malasia.
Debido a que el servicio Amtrak es hacia el Aeropuerto Internacional de la Libertad de Newar comparte el código con Continental Airlines, la estación tiene el código de aeropuertos de IATA de ZFV.

## Conexiones de Autobuses del SEPTA
Autobuses Suburbanos del SEPTA
- Rutas 9, 30, 31, 44, 62, and LUCY

Autobuses Suburbanos del SEPTA
- Rutas 121, 124, y 125

## Galería

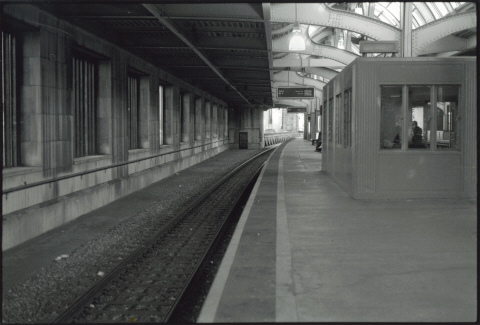
Una de las plataformas del SEPTA
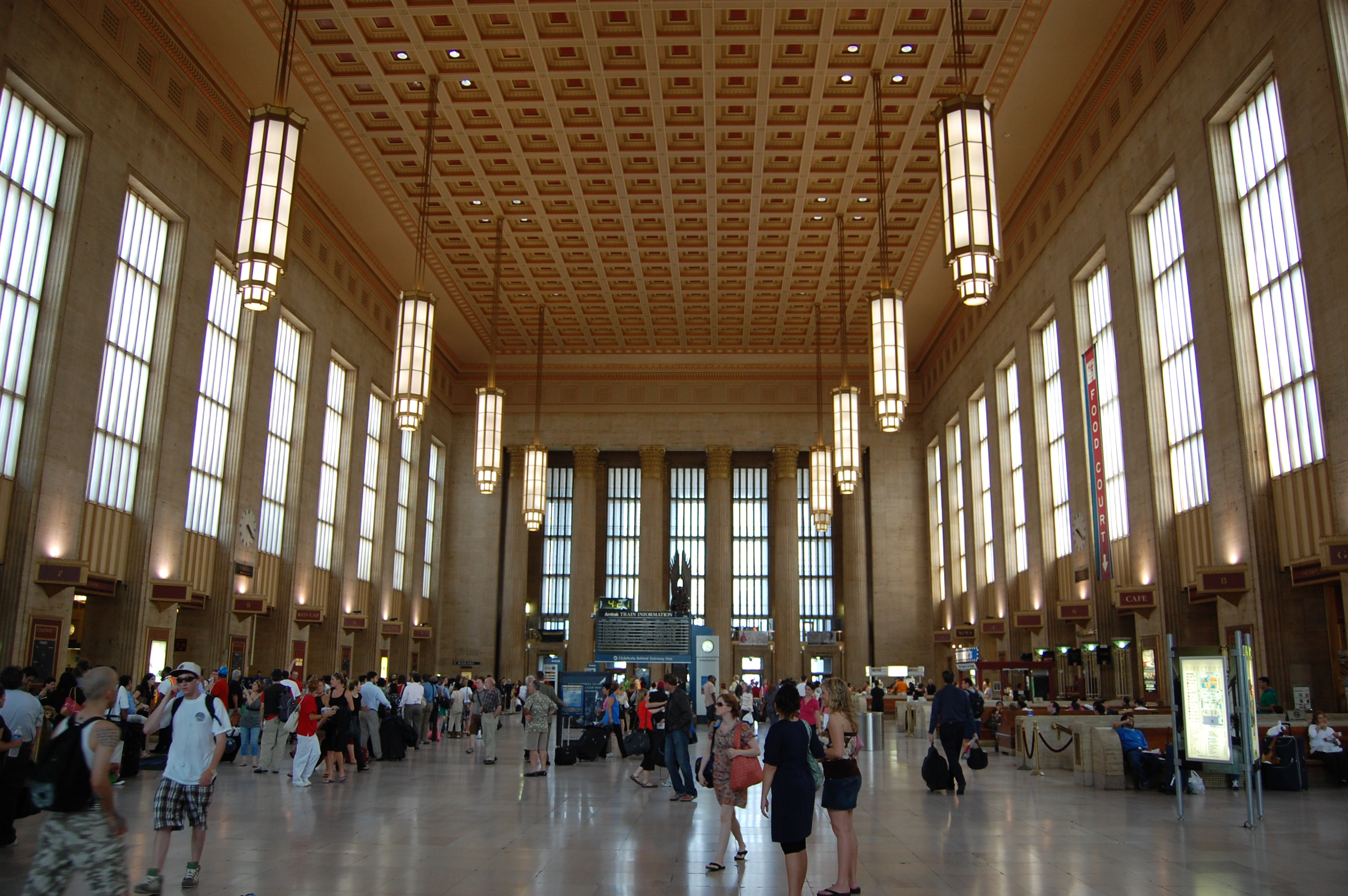
La sala de espera principal art decó
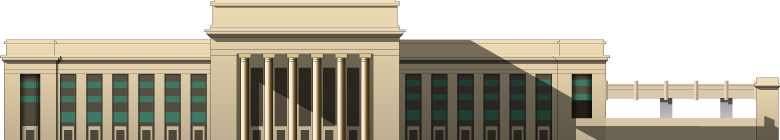
Estación de la Calle 30